# Barnebarn
Et barnebarn (pl.: børnebørn) er en kønsneutral betegnelse for den familiære relation til forældrene af barnebarnets forældre. 
Det er kun disse personer, barnebarnet er barnebarn til, og de er således bedsteforældre. Der er dog forskellige faktorer, der kan ændre den familiære tilknytning, såsom adoption, flere partnere og barn indenfor familien, men ordet ændres ikke i de tilfælde. Betegnelsen barnebarn anvendes både om børn i egentlig forstand og om personer, der er fyldt 18 år. 